# Velké Přítočno
Velké Přítočno (en allemand : Groß Neuland) est une commune du district de Kladno, dans la région de Bohême-Centrale, en Tchéquie. Sa population s'élevait à 1 018 habitants en 2020.

## Géographie
Velké Přítočno se trouve à 4 km au sud-est du centre de Kladno et à 23 km à l'ouest-nord-ouest de Prague.
La commune est limitée par Kladno au nord, par Hřebeč à l'est, par Dolany et Malé Přítočno au sud, et par Pletený Újezd à l'ouest.

## Histoire
La première mention écrite de la localité date de 1354.